# Ciaotou
Le district de Ciaotou (chinois traditionnel : 橋頭區; ; pinyin : Qiáotóu Qū ; Wade : Ciao-tou Chü) est l'un des douze districts de Kaohsiung. Ciaotou signifie "tête de pont". 
Il est également une station relais entre Kaohsiung et Tainan. L'autoroute longitudinale nord-sud, le chemin de fer longitudinal et la ligne rouge du métro passent par là. Le transport est pratique. À l'époque de l'occupation japonaise, la première usine sucrière moderne de Taiwan "Qiaotou" Kyoto a été créée ici. Sugar Co., Ltd."(橋頭製糖株式會社), la culture particulière de l'industrie sucrière est le meilleur représentant de la culture communautaire dans cette région.

## Éducation
- École secondaire professionnelle de technologie et de commerce de Kao-Yuan
- École secondaire de Ciaotou de Kaohsiung
- École primaire nationale de Ciaotou du district de Ciaotou de Kaohsiung
- École primaire nationale de Chiawei du district de Ciaotou de Kaohsiung
- École primaire nationale de Singtang du district de Ciaotou de Kaohsiung
- École primaire nationale de Wulin du district de Ciaotou de Kaohsiung
- École primaire nationale de Shihlung du district de Ciaotou de Kaohsiung

## Attractions touristiques

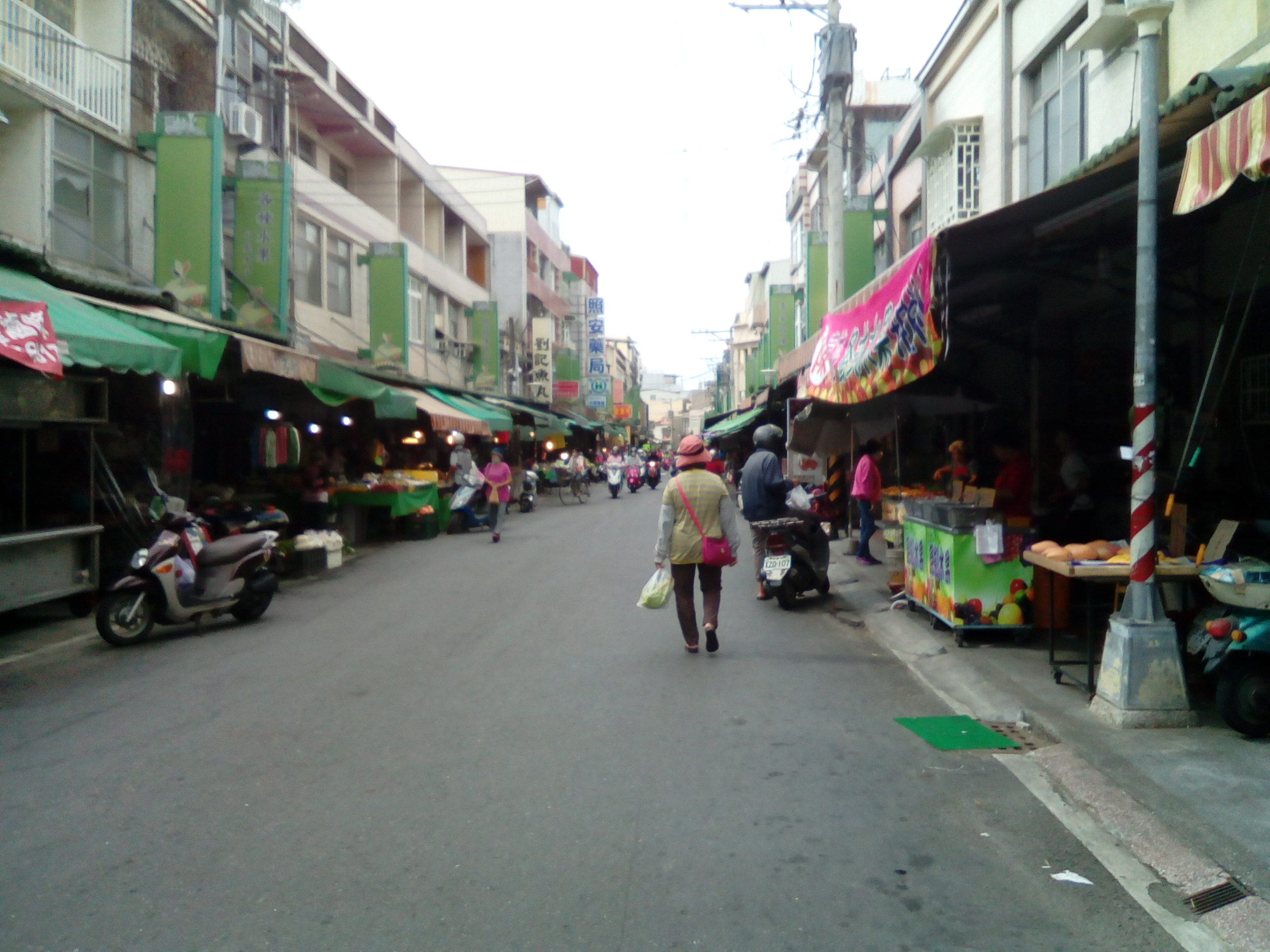
La Vieille rue de Ciaotou.

- Musée du sucre de Taïwan
- Parc commémoratif 1114
- Parc métropolitain de Kaohsiung
- Temple des Trois Rois
- Temple Fengqiao de Ciaotou
- Vieille rue de Ciaotou

## Transports
Le district est desservi par la ligne rouge du Métro de Kaohsiung. Les stations de Ciaotou sont Ciaotou Station, Ciaotou Sugar Refinery Station et Cingpu Station.